# Susan Unterberg
Susan Unterberg, née en 1941 à New York est une photographe et philanthrope américaine.
Son travail se concentre sur les liens familiaux et sur la relation à la nature. Il est exposé dans plusieurs collections permanentes de musées importants aux États-Unis. En 2018, elle révèle qu'elle est la fondatrice et la donatrice du Prix Anonymous Was A Woman.

## Biographie
Susan Unterberg est née à New York en 1941. Dans une interview, elle raconte que durant son enfance, elle n'a pas été « encouragée à devenir une artiste ni même à avoir des ambitions de carrière […]. C'était une époque où on ne voyait le nom d'une femme dans le journal que quand elle se mariait ou mourait »[réf. nécessaire].
Malgré tout, Unterberg étudie l'art au Sarah Lawrence College alors que ses deux filles ont l'âge d'aller à l'école. Elle obtient un Bachelor of Fine Arts en 1977, et un Master of Arts de l'Université de New York en 1985.
Unterberg reçoit plusieurs bourse, dont une de la New York Foundation for the Arts (en) en 1992 et une de la MacDowell Colony en 1995. En 1996, elle est « visiting artist » de l'American Academy in Rome
En 2013, Unterberg est nommée co-présidente avec A. M. Homes de Yaddo, où elle a été en résidence. Elle cite Yaddo comme un des endroits qui l'ont aidé à grandir en tant qu'artiste.
Unterberg vit à New York.

## Œuvre
Le travail d'Unterberg est généralement classé par séries traitant différents sujets.
Parmi ses premiers travaux, on trouve des portraits sensibles, qui explorent les liens et les connexions entre les membres de la famille. Son œuvre plus récente consiste en des paysages plus abstraits et des portraits d'animaux qui mettent l'accent sur la lumière, la couleur et la métaphore.
Unterberg est connue pour ses séries Mothers and Daughters (« Mères et filles ») et Fathers and Sons (« Pères et fils »), des études en diptyques qui explorent les relations familiales par la photographie,.
En 2018, les projets d'Unterberg comprennent des photographies en couches créées sur Adobe Photoshop, qu'lle décrit comme des « autoportraits qui répondent à la situation politique [américaine] ».

## Expositions
Son travail a été exposé au New Museum of Contemporary Art,, au Centre international de la photographie, au Metropolitan Museum of Art, au Musée juif de New York ou au Musée d'Art du comté de Los Angeles.
Son travail est dans les collections permanentes du Museum of Modern Art, du Metropolitan Museum of Art, du Musée d'Art du comté de Los Angeles, du Musée juif de New York et du Musée d'art Nelson-Atkins.

## Philanthropie
En juillet 2018, Unterberg révèle qu'elle est la fondatrice et la donatrice du Prix Anonymous Was A Woman. Entre 1996 et 2018, elle a secrètement donné 5,5 millions de dollars à la fondations, donation redistribuée à 220 femmes artistes méconnues de plus de 40 ans,. Ce prix est une « bourse de 25 000 $ sans restriction, accordée chaque année à dix femmes artistes » arrivées à un point critique dans leur carrière.
Elle a gardé cet engagement secret afin que philanthropie n'altère pas le jugement sur son travail,. Dans une interview, elle décrit les raisons de sa sortie du silence, expliquant que « c'est le bon moment pour que les femmes parlent. Je sens que je peux mieux me défendre avec ma propre voix », et qu'elle peut maintenant travailler ouvertement à développer l'organisation et à encourager les philanthropes et les femmes artistes. En plus de la bourse, Unterberg envisage d'autres programmes, comme des séminaires, pour équilibrer l'organisation.